# Vincent Adler
Vincent Adler (* 3 aprilie 1826 Győr, † 4 ianuarie 1871 Geneva) a fost un compozitor și pianist maghiar.